# ایمنی ذاتی (برق)
ایمنی ذاتی (انگلیسی: Intrinsic safety) یک روش حفاظتی است که برای عملکرد ایمن تجهیزات الکتریکی در محیط‌های خطرناک، با محدود کردن انرژی (الکتریکی و حرارتی) موجود برای احتراق، طراحی شده است. در مدارهای سیگنال و کنترل که می‌توانند با جریان‌ها و ولتاژهای پایین کار کنند، رویکرد ایمنی ذاتی، مدارها را ساده‌تر کرده و هزینه‌های نصب را نسبت به سایر روش‌های حفاظتی کاهش می‌دهد. مناطقی با غلظت‌های خطرناک گازهای قابل اشتعال یا گرد و غبار، در کاربردهایی مانند پالایشگاه‌های پتروشیمی و معادن یافت می‌شوند. این رشته، کاربردی از ایمنی ذاتی در ابزار دقیق است. مدارهای پرقدرت مانند موتور الکتریکی یا روشنایی نمی‌توانند از روش‌های ایمنی ذاتی برای حفاظت استفاده کنند.
دستگاه‌های ایمنی ذاتی را می‌توان به دو دسته تقسیم کرد:
- دستگاه‌های ذاتاً ایمن (Intrinsically safe apparatus)
- دستگاه‌های مرتبط (Associated apparatus)

## دستگاه‌ها و مدارهای ذاتاً ایمن
دستگاه‌های ذاتاً ایمن، تجهیزات الکتریکی‌ای هستند که مدارهای متصل به آن‌ها در مناطق خطرناک، ذاتاً ایمن طراحی شده‌اند. این در حالی است که دستگاه‌های مرتبط، هم مدارهای ذاتاً ایمن و هم مدارهای غیر ذاتاً ایمن دارند و به گونه‌ای طراحی شده‌اند که مدارهای غیر ذاتاً ایمن نتوانند تأثیر منفی بر مدارهای ذاتاً ایمن بگذارند. یک مدار ذاتاً ایمن نیز به گونه‌ای طراحی شده که تحت عملکرد عادی و شرایط خطای مشخص، قادر به ایجاد احتراق در یک اتمسفر انفجاری معین، از طریق هیچ جرقه‌ای یا هیچ اثر حرارتی نباشد.

## اصول عملکرد و طراحی
در استفاده عادی، تجهیزات الکتریکی اغلب جرقه‌های الکتریکی کوچکی (جرقه‌های داخلی) در سوئیچ‌ها، براش‌های موتور، اتصالات و سایر نقاط ایجاد می‌کنند. تجهیزات الکتریکی فشرده نیز گرما تولید می‌کنند که تحت برخی شرایط می‌تواند به منبع اشتعال تبدیل شود. روش‌های متعددی برای ایمن‌سازی تجهیزات برای استفاده در مناطق خطرناک انفجاری وجود دارد. ایمنی ذاتی (با "i" در طبقه‌بندی‌های انفجار ATEX و IECEx مشخص می‌شود) یکی از چندین روش موجود برای تجهیزات الکتریکی است. برای لوازم الکترونیکی دستی، ایمنی ذاتی تنها روش واقع‌بینانه است که امکان محافظت از یک دستگاه کاربردی در برابر انفجار را فراهم می‌کند. یک دستگاه که "ذاتاً ایمن" نامیده می‌شود، به گونه‌ای طراحی شده که قادر به تولید گرما یا جرقه کافی برای اشتعال یک اتمسفر انفجاری نباشد، حتی اگر دستگاه دچار فرسودگی یا آسیب شده باشد.

## ملاحظات طراحی در الکترونیک ذاتاً ایمن
در طراحی دستگاه‌های الکترونیکی ذاتاً ایمن، چندین ملاحظه وجود دارد: کاهش یا حذف جرقه‌زنی داخلی، کنترل دماهای قطعات، و حذف فاصله‌های قطعات که می‌تواند باعث اتصال کوتاه گرد و غبار شود. حذف پتانسیل جرقه در داخل قطعات با محدود کردن انرژی موجود در هر مدار و کل سیستم انجام می‌شود. دما، تحت شرایط خطای خاص مانند اتصال کوتاه داخلی در یک دستگاه نیمه‌رسانا، به یک مسئله تبدیل می‌شود زیرا دمای یک قطعه می‌تواند تا حدی افزایش یابد که حتی در استفاده عادی نیز باعث اشتعال برخی گازهای انفجاری شود. تمهیدات حفاظتی، مانند محدود کردن جریان توسط مقاومت‌ها و فیوزها، باید به کار گرفته شوند تا اطمینان حاصل شود که در هیچ شرایطی یک قطعه نمی‌تواند به دمایی برسد که باعث خوداشتعالی یک اتمسفر قابل احتراق شود. در دستگاه‌های الکترونیکی بسیار فشرده امروزی، PCBها اغلب دارای فاصله‌های قطعاتی هستند که در صورت ورود گرد و غبار یا سایر ذرات به مدار، امکان قوس بین قطعات را ایجاد می‌کنند، بنابراین فاصله، محل قرارگیری و ایزولاسیون قطعات برای طراحی اهمیت پیدا می‌کند.

## مفهوم اصلی و روش‌های حفاظت
مفهوم اصلی پشت ایمنی ذاتی، محدود کردن انرژی الکتریکی و حرارتی موجود در سیستم است تا احتراق یک اتمسفر خطرناک (گاز یا گرد و غبار انفجاری) رخ ندهد. این امر با اطمینان از اینکه فقط ولتاژها و جریان‌های پایین وارد منطقه خطرناک می‌شوند و هیچ ذخیره انرژی قابل توجهی امکان‌پذیر نیست، به دست می‌آید. یکی از رایج‌ترین روش‌های حفاظت، محدود کردن جریان الکتریکی با استفاده از مقاومت‌های سری (با استفاده از انواع مقاومت‌هایی که همیشه مدار را باز می‌کنند) و محدود کردن ولتاژ با چندین دیود زنر است. در موانع زنر، پتانسیل‌های ورودی خطرناک به زمین متصل می‌شوند؛ در موانع ایزولاسیون الکتریکی نیز هیچ اتصال مستقیمی بین مدارهای منطقه ایمن و منطقه خطرناک وجود ندارد، با قرار دادن یک لایه عایق بین این دو. استانداردهای گواهینامه برای طرح‌های ایمنی ذاتی (عمدتاً IEC 60079-11، اما از سال ۲۰۱۵ IEC TS 60079-39 نیز) عموماً الزامی می‌کنند که مانع از سطوح ولتاژ و جریان تأیید شده با آسیب مشخص به قطعات محدود کننده تجاوز نکند.
تجهیزات یا ابزار دقیق برای استفاده در یک منطقه خطرناک، با ولتاژ و جریان پایین کار می‌کنند و بدون هیچ خازن یا سلف بزرگی که بتواند جرقه تولید کند، طراحی می‌شوند. این ابزار با استفاده از روش‌های سیم‌کشی تأیید شده، به یک پنل کنترل در یک منطقه غیر خطرناک متصل می‌شود که شامل موانع ایمنی است. موانع ایمنی تضمین می‌کنند که در عملکرد عادی، و با اعمال خطاها مطابق با سطح حفاظت تجهیزات (EPL)، حتی اگر تماس تصادفی بین مدار ابزار و سایر منابع تغذیه رخ دهد، ولتاژ و جریان ورودی به منطقه خطرناک از مقادیر تأیید شده تجاوز نکند. به عنوان مثال، در طول عملیات انتقال دریایی محصولات قابل اشتعال بین ترمینال دریایی و کشتی‌های تانکر یا بارج‌ها، ارتباط رادیویی دوطرفه باید به‌طور مداوم حفظ شود تا در صورت نیاز به توقف انتقال به دلایل غیرقابل پیش‌بینی مانند نشت، ارتباط برقرار باشد. گارد ساحلی ایالات متحده آمریکا الزامی می‌کند که رادیو دوطرفه باید به عنوان ذاتاً ایمن تأیید شده باشد. نمونه دیگر، تلفن‌های همراه ذاتاً ایمن یا ضد انفجار است که در اتمسفرهای انفجاری، مانند پالایشگاه‌ها، استفاده می‌شوند. تلفن‌های همراه ذاتاً ایمن باید معیارهای طراحی باتری خاصی را برای دستیابی به گواهینامه UL، دستورالعمل اتکس یا IECEx برای استفاده در اتمسفرهای انفجاری برآورده کنند. فقط دستگاه‌های باتری‌دار و مستقل که به درستی طراحی شده‌اند، می‌توانند ذاتاً ایمن باشند. سایر دستگاه‌های میدانی و سیم‌کشی‌ها تنها زمانی ذاتاً ایمن هستند که در یک سیستم IS به درستی طراحی شده به کار گرفته شوند. الزامات مربوط به سیستم‌های الکتریکی ذاتاً ایمن در مجموعه استانداردهای IEC 60079 ارائه شده است.